# Tetracentràcies
Les tetracentràcies (Tetracentraceae) foren una antiga família d'angiospermes de l'ordre Trochodendrales, no reconeguda per l'última versió de l'APG (APG IV, 2016). Tenen un sistema vascular de característiques especials i arcaiques poc comunes en les plantes angiospermes.

## Història taxonòmica
El sistema de classificació Cronquist (1981) accepta la família tetracentràcies i la situa dins l'ordre Trochodendrales, en la subclasse Hamamelidae (sic), en la classe Magnoliopsida (=dicotiledònies).
El sistema APG II (2003) assimila les tetracentràcies a la família Trochodendraceae però dona l'opció de segregar-la.
El sistema APG III (2009) inclou definitivament les tetracentràcies a la família Trochodendraceae.
L'actualment vigent sistema i APG IV (2016), segueix l'APG III.